# 秘密博士とエンペラーズ
秘密博士とエンペラーズ（ひみつはかせとエンペラーズ）は、日本の音楽ユニット。歌手、クラブDJ、デザイナー、ムード・コーラス研究家である秘密博士がメインを務めるロックバンド。
高円寺のカフェ「円盤」にて開催されているイベント「ギラギラナイト」にて「DJ歌謡」という新しい歌唱スタイルで人気を博した秘密博士が、旧知の友人と共に、演歌や歌謡曲、ムード・コーラスの曲をカヴァーしたミニアルバム「ポマードとグラサン」で2004年にポリスターよりメジャーデビュー。秘密博士のダミ声ヴォーカルと、うねる様な楽器陣のサイケデリックな演奏が特徴。
2004年、NHK-FM「LIVE BEAT」の公開録音にて初ライブ。同年、NHK「ポップジャム」に出演し、梅宮辰夫の「シンボルロック」を歌唱。観客の支持率14.1%と番組史上最低支持率を記録した。
2007年4月にフランス文化省の招聘によりフランス公演の予定。その後、イタリア、イギリス等を回る、EUツアーを企画している。

## メンバー
- 秘密博士（DJ、Vocal）：日本におけるムード・コーラス研究の第一人者。本業はデザイナー。
- 円山821(G)：本業は彫り師。
- 菊地雅晃(B)：坪口昌恭トリオ、菊地成孔クインテット・ライヴ・ダブ等に参加。
- 金子充伯(Dr)
  - 河合英史(Key)：スタジオミュージシャンとして、ドラマ、CM、アニソンと多方面で活躍中。
  - パールキング柳原(B)：九州地方における伝説のロックミュージシャン。フジテレビ「音箱登竜門」出演時にサポート・ベーシストとして参加。

## ディスコグラフィー
- 「ポマードとグラサン」（2004年6月16日）デビューミニアルバム
  1. シンボルロック
  2. まぼろしのブルース
  3. ヨコハマ物語
  4. そして、神戸
  5. 昇り龍
  6. シンボルロック（カラオケMIX）
  7. まぼろしのブルース（カラオケMIX）
  8. ヨコハマ物語（カラオケMIX）
  9. そして神戸（カラオケMIX）
  10. 昇り龍（カラオケMIX）